# 皮利波斯牧場 (加利福尼亞州)
皮利博斯牧場（英語：Pilibos Ranch）是位於美國加利福尼亞州弗雷斯諾縣的一個非建制地區。該地的面積和人口皆未知。

## 地理
皮利博斯牧場的座標為36°41′01″N 120°30′52″W / 36.68361°N 120.51444°W，而該地的平均海拔高度為95米（即312英尺）。